# Legendary Pictures
Legendary Pictures, oficialmente Legend Pictures, LLC (também conhecida como Legendary Entertainment), é uma empresa de produção cinematográfica estadunidense, sediada em Burbank, Califórnia. Foi fundada por Thomas Tull em Junho de 2005, ano em que também fechou um acordo para co-produzir e co-financiar filmes em parceria com a Warner Bros. Esse acordo expirou no início de 2014. A partir desse ano a Legendary Pictures fechou um  acordo com a Universal Studios, para que produza e financie filmes desta empresa. Entretanto, algumas franquias de filmes ainda continuam a ser produzidos em conjunto com a primeira. Em 2019, após o fracasso de alguns filmes, o acordo com a Universal Studios chegou ao fim, e em 2022, fecha um novo acordo, dessa vez com a Sony Pictures.

## Filmografia
A Legendary Entertainment já co-produziu 29 longas. Além disso, a empresa está produzindo outros quatro filmes e desenvolvendo outros projetos. Dos 29 filmes produzidos, 28 tiveram lançamentos nos cinemas e um teve um lançamento diretamente em vídeo. Todos os filmes lançados nos cinemas foram distribuídos pela Warner Bros. Pictures (exceto Watchmen que além da Warner Bros. Pictures, também foi distribuído pela Paramount Pictures) e o filme lançado diretamente em vídeo foi distribuído pela Warner Premiere. Nota-se que em todos os casos, o distribuidor ou distribuidores, também são co-produtores. Além disso, em todos os casos o filme é listado como uma produção da Legendary Pictures, a menos que o nome do filme é seguido por um índice "E", indicando que a Legendary East é a empresa da produção. A coluna "Bilheteria" mostra a arrecadação total mundial para o lançamento nos cinemas do filme (contada em dólares).

## Venda da empresa
A Legendary Pictures foi vendida para o grupo chinês Wanda. A quantia da compra está avaliada em US$ 3,5 bilhões. Com isso, a companhia chinesa espera realizar um mercado cinematográfico de mão dupla.
Fazer com que películas chinesas possam chegar aos cinemas do outro lado do mundo e em troca, franquias americanas que pertencem a Legendary ganharão um cuidado a mais para ficar ao gosto dos chineses.

### Lançamentos
| Sergei Bodrov |

| US$ 110.623.265 |

| Colin Trevorrow |

| US$ 1 670 400 637 |

| Duncan Jones |

### Em produção
| Ano | Título                                    | Diretor |
| --- | ----------------------------------------- | ------- |
| ?   | Série baseada na obra de H.P. Lovecraft   | ?       |
| ?   | Série baseada em Life Is Strange          | ?       |
| ?   | Live-action baseado em My Hero Academia   |         |
| ?   | Live-action baseado em SimCity e The Sims | ?       |